# Georg Oberhäuser
Pour les articles homonymes, voir Oberhauser.
Georg Johan Oberhäuser, en français Georges Oberhaeuser, est un mécanicien et opticien bavarois né à Ansbach le 16 juillet 1798 et décédé à Paris le 10 janvier 1868.
Il est renommé pour les excellents microscopes qu'il a produits à Paris au milieu du XIXe siècle.

## Biographie
Georg Oberhäuser est le fils du maître tourneur Michael Adam Oberhäuser (1755-1814). Il va au lycée d'Ansbach et a l'intention de devenir ingénieur. Mais son père meurt en 1812 et l'oblige à faire un apprentissage. Il est pris par du Monceau, mécanicien de précision à l'Université de Wurtzbourg. Comble de malchance, du Monceau meurt en 1816. Il émigre à Paris et finit son apprentissage dans l'atelier de mécanique de précision  d'Henri Gambey. En 1822, il fonde sa propre entreprise.    

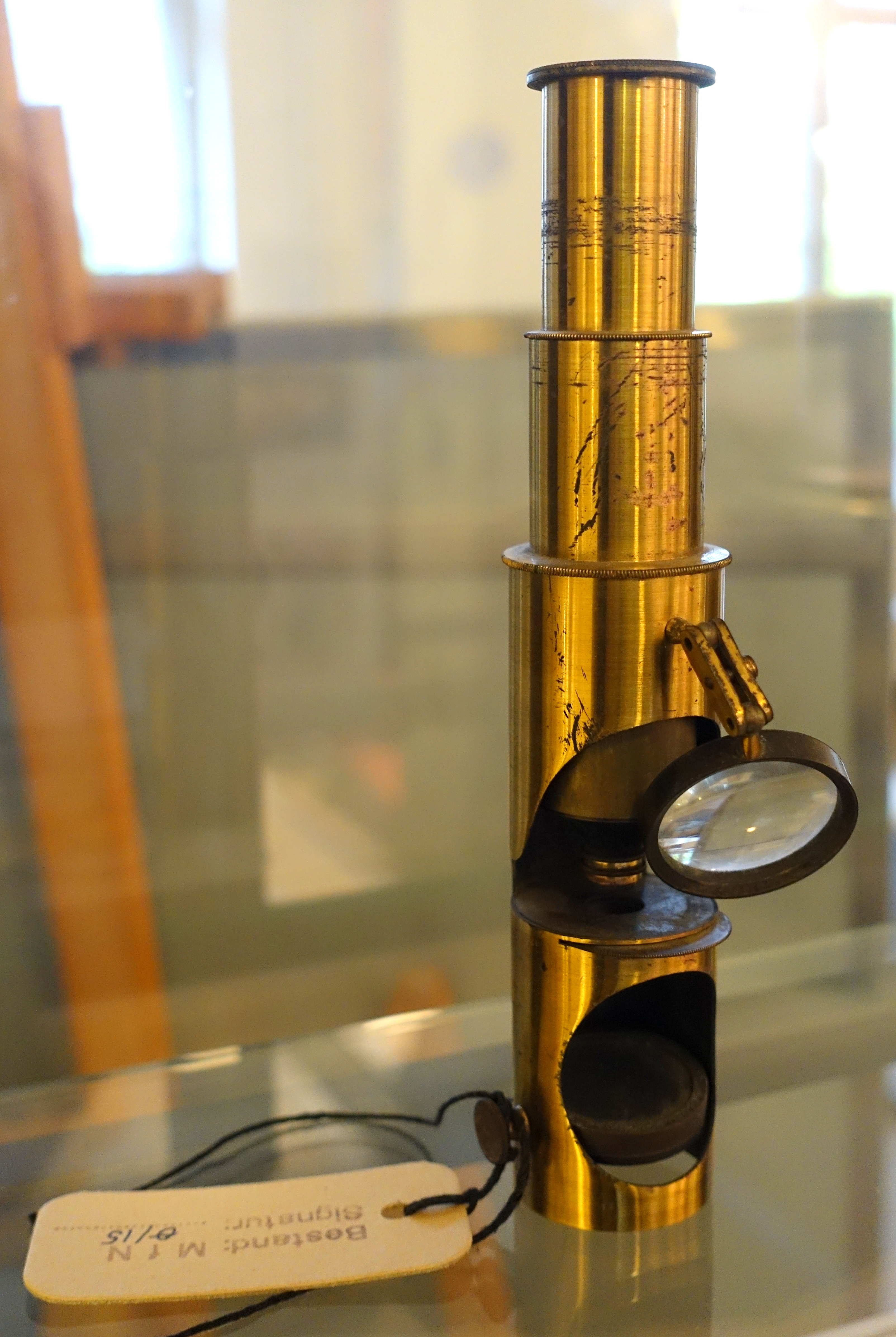
Microscope à tambour

Oberhäuser développe un microscope vertical constitué d'une série de tubes en laiton emboîtés les uns sur les autres selon une architecture développée par le constructeur anglais Benjamin Martin vers 1738. Ce type de microscope est appelé drum-microscope ou microscope à tambour. En 1825, il perfectionne le pied cylindrique de son microscope et le leste de plomb pour en accroître la stabilité. À partir de 1830, il s'associe avec les opticiens Trécourt et Bouquet. Puis Bouquet quitte la société. Oberhäuser poursuit avec Achille Trécourt et dépose avec lui le 17 août 1837 un brevet d'invention pour un microscope achromatique. L'entreprise "Trécourt et Georges Oberhaeuser" est installée place Dauphine no 19.   
« Le microscope de MM. Oberhäuser et Trécourt, qui est dit à platine tournante, ou à tourbillon, parce que la platine et le corps de l'instrument tournent ensemble sur leur axe, est bien digne d'éloge, pour sa stabilité, son centrage et divers détails de son mécanisme à la fois simple et ingénieux. Ce qui augmente beaucoup sa stabilité, c'est le peu de hauteur du support et le poids considérable du pied. Ce pied en forme de tambour, plus large que haut, est surmonté par la platine très épaisse qu'on fait tourner avec la main... »
En 1848, pour faciliter l'éclairage sous la platine, il adopte le pied en fer à cheval qui a été introduit auparavant par Charles Chevalier et qui sera la norme pour tous les microscopes optiques pendant un siècle. De plus, il standardise la longueur du tube à 160 mm. Oberhäuser devient un des premiers fabricants européens de microscopes. Entre 1831 et 1856, il en produit environ 3000 exemplaires, ce qui est tout à fait considérable à cette époque. La mécanique simple et précise de ce microscope correspond mieux aux besoins de ses principaux clients, des médecins et des botanistes, que les appareils concurrents plus sophistiqués.   
En 1854, Oberhäuser prend Edmund Harnack comme associé. L'entreprise Oberhaeuser & Hartnack est située place Dauphine, no 21. Oberhäuser se retire peu à peu de l'affaire et la vend à Hartnack en 1864.  
Pendant toute sa vie, il garde le contact avec sa ville natale d'Ansbach. Il fait des dons au musée de la ville. Il fonde une institution pour les pauvres et une autre pour développer l'innovation industrielle. La ville d'Ansbach le fait citoyen d'honneur en 1852.
| 1822 | Georg Oberhäuser       |                 |       |                         |                       |
| 1864 | Edmund Hartnack        | Johanna Kleinod | 1858? | Jean-Christophe Kleinod | Anne-Marie Moser      |
| 1870 | Adam Prażmowski        | Anna Marczewska | 1866  | Constant Verick         | Anne-Marie Moser      |
| 1885 | Bézu, Haussier & Cie   |                 | 1885  | Maurice Stiassnie       | Rosinne Jungreitmayer |
| 1896 | Alfred & Albert Nachet |                 | 1922  | Stiassnie Frères        |                       |
| Jean-Christophe et Johanna Kleinod sont neveu et nièce de Georg Oberhäuser. On ne connait pas la profession de leurs parents. |                        |                 |       |                         |                       |